# Nikoličevo
Nikoličevo (cyr. Николичево) – wieś w Serbii, w okręgu zajeczarskim, w mieście Zaječar. W 2011 roku liczyła 715 mieszkańców.